# Manute Bol
Manute Bol (ur. ? w Turalei, zm. 19 czerwca 2010 w Charlottesville) – koszykarz pochodzący z plemienia Dinka w Sudanie. W latach 1985–1994 występował w amerykańskiej lidze NBA, kolejno w klubach: Washington Bullets, Golden State Warriors, Philadelphia 76ers i Miami Heat.
Do 1993 Bol, mierzący 231 cm wzrostu, był najwyższym zawodnikiem, który kiedykolwiek grał w NBA. Później tytuł ten przeszedł w posiadanie Rumuna Gheorghe Mureşana, wyższego o kilka milimetrów (oficjalny wzrost także 231 cm). Obaj gracze znaleźli się w jednej drużynie, Washington Bullets, w sezonie 1993/1994, choć Bol już wtedy prawie nie występował na parkiecie.

## Życiorys
Jego data urodzenia jest nieznana. Trener koszykarski Kevin Mackey podał w amerykańskim urzędzie imigracyjnym zmyśloną datę 16 października 1962, która została zaakceptowana. Dorastał w plemieniu Dinka mającym najwyższych ludzi na świecie. 
Przyjechał do USA na początku lat 80. Uczęszczał na trzy uczelnie: Fairleigh Dickinson University, University of Bridgeport i Cleveland State University. Stanął do draftu NBA w 1983 r., ale wybór dokonany przez San Diego Clippers został anulowany, z powodu zbyt młodego wieku zawodnika. Ponowny draft w 1985 zakończył się wybraniem go do drużyny Bullets.
Wysoki wzrost i niezwykle długie ramiona predestynowały go do gry obronnej, co dobrze wykorzystywał. Zasłynął wielką liczbą blokowanych rzutów. Już w debiutanckim sezonie zaliczył ich 397 (średnia 5,0 na mecz). Ma na swoim koncie rekord ligi w liczbie bloków na minutę gry (0,176) oraz ex aequo rekord w liczbie bloków w kwarcie (8) i połowie (11). Jest drugi na liście wszech czasów w liczbie bloków na mecz (3,34, za Markiem Eatonem). W jednej z gier z Orlando Magic zablokował w ciągu kilku sekund czterokrotnie rzuty przeciwników podczas jednej akcji.
W przeciwieństwie do obrony, nie imponował w ataku. Jest jedynym zawodnikiem, który ma na koncie więcej bloków (2086) niż punktów (1599). Zaliczył w karierze także 2647 zbiórek.
Niespodziewanie w drugiej połowie kariery Bol dobrze radził sobie z rzutami za 3 punkty. W sezonie 1988/89, będąc zawodnikiem Golden State Warriors, trafił 20 razy za 3 punkty (na 91 prób), a w całej karierze miał ich 43 (na 205 prób), co dało mu skuteczność 21%, czyli więcej niż np. Shaquille O’Neal czy Patrick Ewing. Podczas rozegranego 3 marca 1993 roku meczu Phoenix Suns – Philadelphia 76ers (wynik 125–115) trafił 6-krotnie za 3 punkty, a dokonał tego w drugiej połowie meczu.
W 1986 Bol został wybrany do drugiej piątki obrońców ligi. Zajął też drugie miejsce w głosowaniu na obrońcę roku NBA.
Po zakończeniu kariery w NBA grał jeszcze we Włoszech i Katarze. Zakończył występy z powodu reumatyzmu.
Później mieszkał w Olathe w Kansas. Bardzo aktywnie udzielał się w różnorakich przedsięwzięciach charytatywnych, zwłaszcza na rzecz swego rodzinnego kraju. Założył w Kairze szkółkę koszykarską, której absolwentem jest między innymi były zawodnik Chicago Bulls – Luol Deng.
Manute Bol zmagał się z niewydolnością nerek. Zmarł 19 czerwca 2010 r. w szpitalu Charlottesville w stanie Virginia.

## Osiągnięcia
USBL
- Zaliczony do:
  - I składu:
    - USBL (1985)
    - defensywnego USBL (1985)
    - debiutantów USBL (1985)
- Lider USBL w:
  - zbiórkach (1985 – 14,2)
  - blokach (1985 – 11,2)

NBA
- Lider:
  - sezonu zasadniczego w blokach (1986, 1989)
  - play-off w średniej bloków (1986, 1989)[4]
- Wybrany do II składu defensywnego NBA (1986)[5]
- Rekordzista NBA pod względem:
  - liczby bloków:
    - (397) uzyskanych jako debiutant
    - (11) uzyskanych w jednej połowie spotkania jako debiutant (12.12.1985)
    - (8) uzyskanych w jednej kwarcie spotkania jako debiutant (12.12.1985)

  - średniej bloków (4,97) uzyskanej jako debiutant
- Współrekordzista NBA pod względem liczby bloków:
  - (11) uzyskanych w jednej połowie spotkania (12.12.1985)
  - (8) uzyskanych w jednej kwarcie spotkania (12.12.1985)